# كاثي مارينو
كاثي مارينو (بالإنجليزية: Cathy Marino)‏ هي راكبة الكنو وإمرأة إطفاء أمريكية، ولدت في 13 يوليو 1957.

## وصلات خارجية
- كاثي مارينو على موقع أوليمبيديا (الإنجليزية)